# Asli jezici
Asli jezici, jedna od mon-khmerskih jezičnih skupina čiji se jezici govore (svi osim jednoga) u Maleziji na Malajskom poluotoku, izuzetak je jezik Tonga [tnz] iz Tajlanda. Ukupno obuhvaća (18) jezika, to su:
a. Jah Hut (1) Malajski poluotok: jah hut.
b. sjeverni asli (8):
b1. Chewong (1) Malajski poluotok: chewong (Cheq Wong),
b2. Istočni (4) Malajski poluotok: batek, jehai, minriq, mintil.
b3. Tonga (1) Tajland: tonga.
b4. Zapadni (2) Malajski poluotok: kensiu, kintaq.
c. Senoi (5) Malajski poluotok: lanoh, sabüm, semai, semnam, temiar.
d. Južni Asli (4) Malajski poluotok: besisi, semaq beri, semelai, temoq.
Takozvani jezik nizinski semang (lowland semang) s identifikatorom [mkh], sada je nepriznat jer nema dokaza da je kao jezik ikad postojao. Naziv Semang oznaka je za dvije ili plemenske skupine koja dijele isto ime a obitavaju na različitim lokacijama

## Vanjske poveznice
- Ethnologue (14th)
- Ethnologue (15th)